# Antonio da Costa (médico)
Antonio da Costa (Rio de Janeiro, 15 de março de 1816 – 7 de julho de 1860) foi um médico brasileiro.
Foi eleito membro da Academia Nacional de Medicina em 1846, da qual foi presidente de 1857 a 1859.